# Dominus Iesus
Dominus Iesus (с лат. — «Господь Иисус») — декларация, подписанная префектом Конгрегации доктрины веры Римско-католической церкви, кардиналом Йозефом Ратцингером (будущий папа Бенедикт XVI (2005—2013)), и её тогдашним секретарём, архиепископом Тарчизио Бертоне. Декларация была одобрена папой Иоанном Павлом II и опубликована 6 августа 2000 года. Основное богословское значение декларации связано с изложением принципов католического экуменизма и межрелигиозного диалога.

## Богословское содержание декларации
В декларации были изложены основные принципы христианского экуменизма и межрелигиозного диалога с точки зрения Католической церкви. С точки зрения текста декларации «Христос — единственный Спаситель, а полнотой средств Спасения обладает только Католическая церковь». Декларация утверждает, что Церковь Христа «пребывает [subsistit in] в Католической церкви», но в духе Второго Ватиканского собора также признаёт, что и вне Её могут быть «многие начала освящения и истины». В отделённых от Католической церкви христианских конфессиях признаются отдельные «элементы Церкви» (лат. elementa Ecclesiae), такие как апостольское преемство и таинства в восточных церквях и крещение у протестантов.
В первом пункте декларации Символ веры был опубликован без Филиокве. Хотя не было официальных комментариев Католической церкви об этой интерпретации Символа веры, это предполагает новое осознание католической стороной уникального характера оригинального греческого текста Символа веры как наиболее достоверной формулировки веры, объединяющей восточное и западное христианство.
Вслед за постановлениями Второго Ватиканского собора: догматической конституцией «Lumen Gentium», декретом об экуменизме «Unitatis Redintegratio» и энцикликой папы Иоанна Павла II «Ut Unum Sint», авторы декларации считают, что сохраняемое апостольское преемство является гарантией действия Святого Духа в иных церковных сообществах:

«Церкви, которые не пребывают в совершенном общении с Католической церковью, оставаясь объединёнными с ней крепкими связями — апостольской преемственностью и таинством Евхаристии — являются подлинными Поместными церквами. Кроме того, Церковь Христова пребывает и действует также и в этих церквах, даже если им не хватает полного общения с Католической церковью и они не принимают Учения о первоверховной власти, которой, по воле Божией, обладает Епископ Рима, осуществляющий её во всей Церкви».
Также декларация констатировала, что церковные сообщества, появившиеся в ходе или в результате Реформации, церквами в истинном значении этого слова не являются, поскольку в них отсутствуют подлинное священство и таинство Евхаристии.

## Оценки
В апреле 2001 года председатель Папского Совета по содействию христианскому единству кардинал Вальтер Каспер опубликовал статью «О Церкви: дружеский ответ кардиналу Ратцингеру» (англ. «On the Church: A Friendly Reply to Cardinal Ratzinger») с критикой положений декларации. С точки зрения Каспера наиболее противоречивой фразой в декларации стало мнение о том, что протестантские сообщества не являются подлинными церквями: «Церковные общины, не сохранившие подлинного епископата, а также истинной и совершенной сущности таинства Евхаристии, не являются Церквами в истинном значении этого слова». По мнению Каспера данное утверждение необходимо было бы сформулировать деликатнее, а «множество людей было разочаровано, задето или огорчено его стилем и тоном». Каспер также писал, что публикация «Dominus Iesus» могла вызвать «охлаждение экуменических ожиданий и кризис экуменического движения». С критикой положений декларации выступил также преемник Каспера на посту председателя Папского Совета по содействию христианскому единству кардинал Эдвард Кассиди. По мнению Кассиди, декларация «оказала негативное влияние на процесс экуменического диалога».
Декларация также подверглась негативной оценке со стороны многих протестантских деноминаций. 